# Tournoi féminin de handball aux Jeux méditerranéens de 2022
Navigation
Tarragone 2018 Tarente 2026
Le tournoi féminin de handball aux Jeux méditerranéens de 2022 a eu lieu du 30 juin au 6 juillet 2022 à Oran en Algérie. 
Le tournoi, disputé par 8 nations méditerranéennes, a été remporté par l'Espagne devant l'Croatie et la Serbie.
À domicile, l'Algérie n'a pas pu faire mieux qu'une huitième et dernière place.

## Présentation

### Nations participantes
Il n'y a pas de système de qualification, les nations participantes sont libres de présenter une équipe ou non.
Ainsi, les huit équipes nationales participantes sont :  Algérie,  Croatie,  Espagne,  Macédoine du Nord,  Portugal,  Serbie,  Tunisie et  Turquie
Le tirage au sort des poules a été effectué le 31 mai 2022.

### Lieux de la compétition
Deux lieux sont utilisés lors de la compétition :
- la Salle El-Hachemi Hantaz d'Aïn El Turk accueille les matchs de poule et les matchs de classement,
- le Complexe olympique d'Oran accueille les matchs de la phase finale.

## Résultats

### Phase de poules

#### Groupe A
Tous les matchs ont lieu dans la Salle El-Hachemi Hantaz d'Aïn El Turk.
|   | Équipe  | Pts | J | G | N | P | Bp | Bc | Diff |
| - | ------- | --- | - | - | - | - | -- | -- | ---- |
| 1 | Espagne | 6   | 3 | 3 | 0 | 0 | 85 | 64 | 21   |
| 2 | Croatie | 4   | 3 | 2 | 0 | 1 | 82 | 78 | 4    |
| 3 | Tunisie | 2   | 3 | 1 | 0 | 2 | 67 | 75 | -8   |
| 4 | Algérie | 0   | 3 | 0 | 0 | 3 | 60 | 77 | -17  |

| 30 juin 17h15 | Espagne                    | 26–20   | Algérie      | Salle El-Hachemi Hantaz, Aïn El Turk Arbitrage : Ilievski, Ilievski |
| 30 juin 17h15 | Paula Valdivia Monserrat 7 | (14–9)  | 4 joueuses 3 | Salle El-Hachemi Hantaz, Aïn El Turk Arbitrage : Ilievski, Ilievski |
| 30 juin 17h15 | ×1 ×3                      | Rapport | ×3           | Salle El-Hachemi Hantaz, Aïn El Turk Arbitrage : Ilievski, Ilievski |

| 30 juin 19h15 | Tunisie         | 26–28   | Croatie              | Salle El-Hachemi Hantaz, Aïn El Turk Arbitrage : Rodrigues, Pinherio |
| 30 juin 19h15 | Amal Hamrouni 8 | (14–17) | Katarina Pavlović 12 | Salle El-Hachemi Hantaz, Aïn El Turk Arbitrage : Rodrigues, Pinherio |
| 30 juin 19h15 | ×5              | Rapport | ×1 ×5 ×1             | Salle El-Hachemi Hantaz, Aïn El Turk Arbitrage : Rodrigues, Pinherio |

| 1 juillet 17h15 | Algérie          | 21-31   | Croatie             | Salle El-Hachemi Hantaz, Aïn El Turk Arbitrage : Sá, Sá |
| 1 juillet 17h15 | trois joueuses 4 | (8–14)  | Katarina Pavlović 9 | Salle El-Hachemi Hantaz, Aïn El Turk Arbitrage : Sá, Sá |
| 1 juillet 17h15 | ×1 ×6            | Rapport | ×1 ×6               | Salle El-Hachemi Hantaz, Aïn El Turk Arbitrage : Sá, Sá |

| 1 juillet 19h15 | Espagne            | 28–21   | Tunisie       | Salle El-Hachemi Hantaz, Aïn El Turk Arbitrage : Jakovljević, Kovačević |
| 1 juillet 19h15 | Esther Arrojeria 7 | (11–8)  | Fatma Bouri 4 | Salle El-Hachemi Hantaz, Aïn El Turk Arbitrage : Jakovljević, Kovačević |
| 1 juillet 19h15 | ×1 ×3              | Rapport | ×3            | Salle El-Hachemi Hantaz, Aïn El Turk Arbitrage : Jakovljević, Kovačević |

| 2 juillet 17h15 | Algérie           | 19–20   | Tunisie     | Salle El-Hachemi Hantaz, Aïn El Turk Arbitrage : Ilievski, Ilievski |
| 2 juillet 17h15 | Kenza Makhloufi 7 | (9–10)  | Aya Masri 7 | Salle El-Hachemi Hantaz, Aïn El Turk Arbitrage : Ilievski, Ilievski |
| 2 juillet 17h15 | ×1 ×5             | Rapport | ×2 ×6       | Salle El-Hachemi Hantaz, Aïn El Turk Arbitrage : Ilievski, Ilievski |

| 2 juillet 19h15 | Croatie         | 23–31   | Espagne         | Salle El-Hachemi Hantaz, Aïn El Turk Arbitrage : Hamidi, Belkhiri |
| 2 juillet 19h15 | Stela Posavec 8 | (12–18) | Carmen Campos 7 | Salle El-Hachemi Hantaz, Aïn El Turk Arbitrage : Hamidi, Belkhiri |
| 2 juillet 19h15 | ×2 ×3           | Rapport | ×3              | Salle El-Hachemi Hantaz, Aïn El Turk Arbitrage : Hamidi, Belkhiri |

#### Groupe B
|   | Équipe            | Pts | J | G | N | P | Bp | Bc | Diff |
| - | ----------------- | --- | - | - | - | - | -- | -- | ---- |
| 1 | Serbie            | 6   | 3 | 3 | 0 | 0 | 78 | 64 | 14   |
| 2 | Portugal          | 4   | 3 | 2 | 0 | 1 | 69 | 64 | 5    |
| 3 | Turquie           | 2   | 3 | 1 | 0 | 2 | 86 | 88 | -2   |
| 4 | Macédoine du Nord | 0   | 3 | 0 | 0 | 3 | 62 | 79 | -17  |

| 30 juin 12h00 | Macédoine du Nord      | 27–34   | Turquie          | Salle El-Hachemi Hantaz, Aïn El Turk Arbitrage : Deche, Guarda |
| 30 juin 12h00 | Jovana Kiprijanovska 6 | (16–19) | Beyza Türkoglu 8 | Salle El-Hachemi Hantaz, Aïn El Turk Arbitrage : Deche, Guarda |
| 30 juin 12h00 | ×2                     | Rapport | ×4 ×6            | Salle El-Hachemi Hantaz, Aïn El Turk Arbitrage : Deche, Guarda |

| 30 juin 14h15 | Serbie            | 21–20   | Portugal         | Salle El-Hachemi Hantaz, Aïn El Turk Arbitrage : Kahouadji, Farsi |
| 30 juin 14h15 | Jovana Jovović 11 | (13–12) | Bebiana Sabino 6 | Salle El-Hachemi Hantaz, Aïn El Turk Arbitrage : Kahouadji, Farsi |
| 30 juin 14h15 | ×1 ×2 ×1          | Rapport | ×3               | Salle El-Hachemi Hantaz, Aïn El Turk Arbitrage : Kahouadji, Farsi |

| 1 juillet 12h00 | Turquie          | 26–30   | Portugal         | Salle El-Hachemi Hantaz, Aïn El Turk Arbitrage : Farsi, Kahouadji |
| 1 juillet 12h00 | Beyza Türkoglu 5 | (14–12) | Bebiana Sabino 9 | Salle El-Hachemi Hantaz, Aïn El Turk Arbitrage : Farsi, Kahouadji |
| 1 juillet 12h00 | ×5               | Rapport | ×3               | Salle El-Hachemi Hantaz, Aïn El Turk Arbitrage : Farsi, Kahouadji |

| 1 juillet 14h15 | Macédoine du Nord        | 18 – 26 | Serbie           | Salle El-Hachemi Hantaz, Aïn El Turk Arbitrage : Hamidi, Belkhiri |
| 1 juillet 14h15 | Dukoska, Kiprijanovska 5 | (8–10)  | Jovana Jovović 8 | Salle El-Hachemi Hantaz, Aïn El Turk Arbitrage : Hamidi, Belkhiri |
| 1 juillet 14h15 | ×1 ×6                    | Rapport | ×2 ×5            | Salle El-Hachemi Hantaz, Aïn El Turk Arbitrage : Hamidi, Belkhiri |

| 2 juillet 12h00 | Turquie      | 26 – 31 | Serbie           | Salle El-Hachemi Hantaz, Aïn El Turk Arbitrage : Deche, Ghouarda |
| 2 juillet 12h00 | Aslı İskit 5 | (14–17) | trois joueuses 5 | Salle El-Hachemi Hantaz, Aïn El Turk Arbitrage : Deche, Ghouarda |
| 2 juillet 12h00 | ×2 ×7        | Rapport | ×3 ×4            | Salle El-Hachemi Hantaz, Aïn El Turk Arbitrage : Deche, Ghouarda |

| 2 juillet 14h15 | Portugal         | 19 – 17 | Macédoine du Nord   | Salle El-Hachemi Hantaz, Aïn El Turk Arbitrage : Ghoul, Chergui |
| 2 juillet 14h15 | Bebiana Sabino 8 | (13–11) | Teodora Dukovska 10 | Salle El-Hachemi Hantaz, Aïn El Turk Arbitrage : Ghoul, Chergui |
| 2 juillet 14h15 | ×1 ×3            | Rapport | ×1 ×5               | Salle El-Hachemi Hantaz, Aïn El Turk Arbitrage : Ghoul, Chergui |

### Matchs de classement
Tous les matchs ont lieu dans la Salle El-Hachemi Hantaz d'Aïn El Turk.
| Match                  | Date                  | Club recevant | Score   | Club visiteur          |
| ---------------------- | --------------------- | ------------- | ------- | ---------------------- |
| Match pour la 7e place | 4 juillet 2022, 10h00 | [4A] Algérie  | 23 – 31 | [4B] Macédoine du Nord |
| Match pour la 5e place | 4 juillet 2022, 12h30 | [3A] Tunisie  | 29 – 35 | [3B] Turquie           |

#### Match pour la7eplace
| 6 juillet 2022 10h00 | Algérie         | 23–31   | Macédoine du Nord  | Salle El-Hachemi Hantaz, Aïn El Turk Arbitrage : Díaz-Flores, Pérez |
| 6 juillet 2022 10h00 | Sabrina Zazaï 7 | (12–17) | Teodora Dukoska 10 | Salle El-Hachemi Hantaz, Aïn El Turk Arbitrage : Díaz-Flores, Pérez |
| 6 juillet 2022 10h00 | ×5              | Rapport | ×3                 | Salle El-Hachemi Hantaz, Aïn El Turk Arbitrage : Díaz-Flores, Pérez |

#### Match pour la5eplace
| 6 juillet 2022 12h30 | Tunisie          | 29–35   | Turquie      | Salle El-Hachemi Hantaz, Aïn El Turk Arbitrage : Rodrigues, Pinherio |
| 6 juillet 2022 12h30 | Sondes Hachana 6 | (14–20) | Aslı İskit 6 | Salle El-Hachemi Hantaz, Aïn El Turk Arbitrage : Rodrigues, Pinherio |
| 6 juillet 2022 12h30 | ×4               | Rapport | ×1 ×5        | Salle El-Hachemi Hantaz, Aïn El Turk Arbitrage : Rodrigues, Pinherio |

### Tour final
Tous les matchs ont lieu dans le Complexe olympique d'Oran.
|  | Demi-finales          | Demi-finales          |                        |    | Finale               | Finale               |
|  | Demi-finales          | Demi-finales          |                        |    | Finale               | Finale               |
|  |                       |                       |                        |    |                      |                      |
|  | 4 juillet 2022, 10h30 | 4 juillet 2022, 10h30 |                        |    | 6 juillet 2022, 9h00 | 6 juillet 2022, 9h00 |
|  | 4 juillet 2022, 10h30 | 4 juillet 2022, 10h30 |                        |    | 6 juillet 2022, 9h00 | 6 juillet 2022, 9h00 |
|  | [1A] Espagne          | 26                    |                        |    | 6 juillet 2022, 9h00 | 6 juillet 2022, 9h00 |
|  | [1A] Espagne          | 26                    |                        |    | 6 juillet 2022, 9h00 | 6 juillet 2022, 9h00 |
|  | [2B] Portugal         | 24                    |                        |    | 6 juillet 2022, 9h00 | 6 juillet 2022, 9h00 |
|  | [2B] Portugal         | 24                    | Espagne                | 29 |                      |                      |
|  | 4 juillet 2022, 15h30 |                       | Espagne                | 29 |                      |                      |
|  |                       | Croatie               | 25                     |    |                      |                      |
|  | [1B] Serbie           | Croatie               | 25                     | 20 |                      |                      |
|  | [1B] Serbie           |                       |                        | 20 |                      |                      |
|  | [2A] Croatie          | 31                    |                        |    |                      |                      |
|  | [2A] Croatie          | 31                    | Match pour la 3e place |    |                      |                      |
|  |                       |                       |                        |    |                      |                      |
|  | 6 juillet 2022, 14h00 |                       |                        |    |                      |                      |
|  |                       |                       |                        |    |                      |                      |
|  | Portugal              | 22                    |                        |    |                      |                      |
|  | Portugal              | 22                    |                        |    |                      |                      |
|  | Serbie                | 26                    |                        |    |                      |                      |
|  | Serbie                | 26                    |                        |    |                      |                      |

#### Demi-finales
| 4 juillet 2022 10h30 | Espagne          | 26–24   | Portugal           | Complexe olympique, Oran Arbitrage : Farsi, Kahouadji |
| 4 juillet 2022 10h30 | Carmen Campos 10 | (12–13) | Mihaela Minciuna 6 | Complexe olympique, Oran Arbitrage : Farsi, Kahouadji |
| 4 juillet 2022 10h30 | ×1 ×4            | Rapport | ×1 ×4              | Complexe olympique, Oran Arbitrage : Farsi, Kahouadji |

| 4 July 2022 15h30 | Serbie                  | 20–31   | Croatie             | Complexe olympique, Oran Arbitrage : Sá, Sá |
| 4 July 2022 15h30 | Aleksandra Vukajlović 8 | (12–16) | Barišić, Pavlović 8 | Complexe olympique, Oran Arbitrage : Sá, Sá |
| 4 July 2022 15h30 | ×1 ×3                   | Rapport | ×2 ×3               | Complexe olympique, Oran Arbitrage : Sá, Sá |

#### Match pour la3eplace
| 6 juillet 2022 9h00 | Portugal         | 22–26   | Serbie                | Complexe olympique, Oran Arbitrage : Pérez, Díaz-Flores |
| 6 juillet 2022 9h00 | trois joueuses 4 | (12–10) | Jovović, Vukajlović 7 | Complexe olympique, Oran Arbitrage : Pérez, Díaz-Flores |
| 6 juillet 2022 9h00 | ×3               | Rapport | ×2 ×6                 | Complexe olympique, Oran Arbitrage : Pérez, Díaz-Flores |

#### Finale
| 6 July 2022 14h00 | Espagne         | 29–25   | Croatie             | Complexe olympique, Oran Arbitrage : Sá, Sá |
| 6 July 2022 14h00 | Carmen Campos 9 | (17–13) | Katarina Pavlović 9 | Complexe olympique, Oran Arbitrage : Sá, Sá |
| 6 July 2022 14h00 | ×3              | Rapport | ×2 ×3               | Complexe olympique, Oran Arbitrage : Sá, Sá |

### Classement final
| Rang                                    | Équipe            |
| --------------------------------------- | ----------------- |
| Médaille d'or, Jeux méditerranéens      | Espagne           |
| Médaille d'argent, Jeux méditerranéens  | Croatie           |
| Médaille de bronze, Jeux méditerranéens | Serbie            |
| 4                                       | Portugal          |
| 5                                       | Turquie           |
| 6                                       | Tunisie           |
| 7                                       | Macédoine du Nord |
| 8                                       | Algérie           |

## Statistiques et récompenses

### Meilleures buteuses
| Rang | Joueuse               | Pays              | Buts | Tirs | %      | 7 m   | Matchs | Moy. |
| ---- | --------------------- | ----------------- | ---- | ---- | ------ | ----- | ------ | ---- |
| 1    | Katarina Pavlović     | Croatie           | 44   | 66   | 66,7 % | 15/19 | 5      | 13,2 |
| 2    | Carmen Campos         | Espagne           | 34   | 43   | 79,1 % | 15/18 | 5      | 8,6  |
| 2    | Jovana Jovović        | Serbie            | 34   | 53   | 64,2 % | 8/12  | 5      | 10,6 |
| 4    | Bebiana Sabino        | Portugal          | 29   | 43   | 67,4 % | 13/16 | 5      | 8,6  |
| 4    | Teodora Dukoska       | Macédoine du Nord | 29   | 51   | 56,9 % | 15/16 | 4      | 12,8 |
| 6    | Aleksandra Vukajlović | Serbie            | 24   | 48   | 50,0 % | 1/1   | 5      | 9,6  |
| 7    | Esther Arrojeria      | Espagne           | 20   | 32   | 62,5 % | -     | 5      | 6,4  |
| 8    | Beyza_Irem Türkoglu   | Turquie           | 19   | 25   | 76,0 % | 2/2   | 4      | 6,3  |
| 9    | Asli Iskit            | Turquie           | 18   | 28   | 64,3 % | 1/2   | 4      | 7    |
| 9    | Kenza Makhloufi       | Algérie           | 18   | 31   | 58,1 % | -     | 4      | 7,8  |
| 9    | Mihaela Minciuna      | Portugal          | 18   | 37   | 48,6 % | -     | 5      | 7,4  |

### Meilleures gardiennes de but
| Rang | Joueuse             | Pays     | %       | Arrêts | Tirs | Matchs | Moy. |
| ---- | ------------------- | -------- | ------- | ------ | ---- | ------ | ---- |
| 1    | Jelena Đurašinović  | Serbie   | 41,7 %  | 43     | 103  | 5      | 8,6  |
| 2    | Isabel Góis         | Portugal | 39,7 %  | 23     | 58   | 4      | 5,8  |
| 3    | Nadia Benabdelhafid | Algérie  | 37,5 %  | 3      | 8    | 3      | 1    |
| 4    | Omaima Gdoura       | Tunisie  | 34,4 %  | 11     | 32   | 4      | 2,8  |
| 5    | Jessica Ferreira    | Portugal | 33,9 %  | 37     | 109  | 5      | 7,4  |
| 6    | Nicole Wiggins      | Espagne  | 33,7 %  | 28     | 83   | 5      | 5,6  |
| 7    | Marija Simić        | Serbie   | 31,3 %  | 26     | 83   | 5      | 5,2  |
| 8    | Merve Durdu         | Turquie  | 30,57 % | 48     | 157  | 4      | 12   |
| 9    | Lucija Bešen        | Croatie  | 30,56 % | 11     | 36   | 5      | 2,2  |
| 10   | Naima Gabour        | Algérie  | 28,8 %  | 19     | 66   | 4      | 4,8  |

## Effectifs des équipes sur le podium
Les effectifs des équipes sur le podium sont :

### Équipe d'Espagne, médaille d'or
L'effectif de l'Espagne est :
- Maddi Aalla
- Elba Álvarez
- Carmen Campos
- Elena Cuadrado
- Esther Esther
- Clara Gascó
- Kaba Gassama
- María Gomes
- Laura Hernández
- June Loidi
- Seynabou Mbengue
- Alba Spugnini
- Paula Valdivia Monserrat
- Sara Valero
- Ona Vegué
- Nicole Wiggins

Sélectionneur
- José Ignacio Prades

### Équipe de la Croatie, médaille d'argent
L'effectif de la Croatie est :
- Tina Barišić
- Josipa Bebek
- Lucija Bešen
- Ema Guskić
- Tena Japundža
- Lana Jarak
- Ana Malec
- Katarina Pavlović
- Tena Petika
- Stela Posavec
- Sara Šenvald
- Andrea Šimara
- Antonija Tucaković
- Mia Tupek
- Nika Vojnović

Sélectionneur
- Nenad Šoštarić

### Équipe de Serbie, médaille de bronze
L'effectif de la Serbie est :
- Isidora Bogunović
- Katarina Bojičić
- Nataša Ćetković
- Jelena Đurašinović
- Helena Inđić
- Marija Jovanović
- Jovana Jovović
- Lana Mijailović
- Edita Nuković
- Una Obrenović
- Dunja Radević
- Marija Simić
- Srna Sukur
- Dunja Tabak
- Teodora Veličković
- Aleksandra Vukajlović

Sélectionneur
- Uroš Bregar